# テレフォン No.1
『テレフォン No.1』は2013年7月24日にエピックレコードジャパンからリリースされた、ふくろうずのミニ・アルバム。初回生産分のみデジパック仕様。

## 収録曲
全作詞・作曲：内田万里　編曲：ふくろうず
1. GOOD MORNING SONG
2. カシオペア
3. テレフォン No.1
4. パニック!バニックパニック!
5. S･O･S･O･S
6. 春の惑星
7. 見つめてほしい